# 피아노 소나타 6번 (프로코피예프)
세르게이 프로코피예프의 피아노 소나타 6번 A장조 Op. 82 (1940)는 피아노 소나타이다. 소나타는 1940년 4월 8일 모스크바에서 작곡가가 피아노를 치면서 초연했다.

## 구조
1. Allegro moderato (in A major)
2. Allegretto (in E major)
3. Tempo di valzer lentissimo (in C major)
4. Vivace (in A minor, ending in A major)